# 奕謨
貝勒銜貝子奕謨（1850年5月22日—1905年8月17日），惠端親王綿愉第六子，母側室楊佳氏，其父為楊恆（系内务府正黄旗汉军、光緒十五年（1889年）己丑科进士杨钟羲之曾祖伯），惠親王奕謨支系第一代。
他在道光三十年四月（1849年）出生，咸豐十年正月（1860年）受封不入八分鎮國公，同治三年七月（1864年）進封為奉恩鎮國公，同治十一年九月（1872年）賞賜貝子銜頭。
光緒十年十月（1884年）朝廷再升他的爵位為貝子，五年後的正月（1889年）又加貝勒銜頭，至光緒三十一年七月（1905年）他去世，虛齡五十六岁，由養孫溥佶襲封奕謨支系第二代，但需遞降為奉恩鎮國公承襲。